# Манастир Бања (Рисан)
Манастир Бања  је женски манастир који припада Митрополији црногорско-приморској Српске православне цркве. Налази се у близини Рисна, према Перасту односно Котору.
Старешина манастира је игуманија Харитина (Петрушевска) са сестринством, на челу од 6. јуна 1993. године.

## Историја
Постојао у 12. веку у Студеничком типику, када је његов игуман учествовао у избору студеничког игумана. Нема поузданих извора о изгледу и животу манастира до 17. века, када су Турци 1654. године покушали да освоје Пераст, прошли су поред Бање и запалили је. Пред Турцима монаштво са драгоценостима, се склонило у манастир Косијерево.
Почетком 18. века, на остацима разрушеног храма, Петар Кордић, родом из Рисна, сазидао је мали олтар и посветио га Светом Георгију. Данашњу манастирску цркву и доње крило конака подигао је 1720. године архимандрит Атанасије Хиландарац, уз помоћ прилога породица из Рисна. У 19. веку дограђиване су манастирске зграде, посебно од прилога помораца. Игуман Бањски (1885. је већ био покојни) Хрисантије Николајевић је помагао пароху рисанскоме, а раније је држао и перашку парохију. Уштедео је преко 10.000 фиорина и основао је фонд, да се из њега помаже по један ђак из Рисна и по један из Пераста. За вријеме архимандрита Дионисија Миковића, родом из Паштровића, манастир је темељно обновљен.
У Првом светском рату Аустријанци су у манастир сместили гарнизон и болницу и однели црквена звона. После рата, игуман Дионисије Миковић поново обнавља манастир уз материјалну помоћ великог народног добротвора Василија Ћуковића. Родитељи су му ту сахрањени и манастир је више пута помагао (нова звона, поправка конака и споредних просторија и изградња пута до манастира).

## Манастирска црква
Манастирска црква је посвећена Светом Георгију, која је због ограниченог простора налази на горњем платоу са гробљем, док се на доњем налазе зграде конака.
Храм је једнобродна грађевина са полукружном олтарском апсидом и карактеристичним плитким певницама. На прочељу се налази једноделни звоник на преслицу. Грађен је фино клесаним каменом, сложеним у правилне хоризонталне редове. Изнад врата налази се дубока застакљена ниша у којој је икона Светог Георгија. На средини фасаде постављена је осмокрака розета.
У унутрашњости, свод је засведен полуоблнчасто, са подом од камених плоча. Нови иконостас је 1902. године израдио, Чех Франц Циглер. Наспрам храма, посебно је озидан високи троделни звоник на преслицу. Зграде манастирских конака су распоређене на нижем, ширем терену и повезане су са црквом и гробљем степеништем.

## Ризница манастира
У ризници манастира чува се примерак уметничког црквеног веза - епитрахиљ и наруквице. Вез је изведен свиленим, златним и сребрним нитима. На епитрахиљу су представљени ликови светитеља, а на дну, у молитвеном ставу, ликови ктитора. Из извезеног натписа се види да је епитрахиљ настао 1606. године и да је поклон румунских властелина Строје и жене му Симе, манастиру Стијешћи. У манастиру се чува значајна збирка икона, међу којима се истиче итало-критска Богородица са Христом, типа „Страсна”. Манастир посједује изузетно богату библиотеку у којој преовлађују руске штампане књиге.
Данас је манастир женски, настојатељица је монахиња Харитина Петрушевска.